# Sangue blu (espressione)
L'espressione sangue blu è comunemente utilizzata per definire la condizione di nobiltà di discendenza di una persona.

## Origine dell'espressione
Tale definizione deriva dal Medioevo, quando erano riconosciute classi sociali come nobiltà, clero, popolo di città grasso e magro e servi della gleba: quest'ultimo, trovandosi per esempio a lavorare la terra o ad allevare bestiame all'aria aperta, era soggetto ad abbronzatura contrariamente ai nobili i quali, avendo la pelle molto chiara, avevano le vene dei polsi ben visibili. Ciò ha determinato la creazione di questo modo di dire proprio perché alla vista le vene dei polsi hanno un aspetto bluastro-violaceo.
Secondo Robert Lacey, il termine deriverebbe dalla Spagna, dove i nobili si distinguevano per il sangue che appariva blu (sangre azul in spagnolo) nelle vene sotto la pelle chiara, a differenza dei mori dalla pelle scura che occupavano la Spagna.
Secondo alcuni, invece, il termine "sangue blu" deriva dalla colorazione bluastra che assumevano gli aristocratici affetti da argiria a causa della contaminazione del cibo da parte dell'argento delle posate; un'altra teoria vorrebbe l'espressione derivata dal gran numero di lividi e gonfiori bluastri diffusi sul corpo dei nobili affetti da emofilia, particolarmente diffusa nei secoli precedenti a causa dell'endogamia, usanza in voga tra i nobili e i reali.
Nella cucina medievale alle classi nobili era riservato il consumo di selvaggina, pesce, frutta e verdura, mentre le classi povere si cibavano principalmente di pane e legumi. Secondo il credo dell'epoca, i poveri avevano uno stomaco più resistente, tendevano ad accumulare energia e il loro corpo non era in grado di elaborare le prelibatezze di quelli di sangue blu, e sarebbe andato incontro alla nausea e alla morte.